# كونور ألين
كونور ألين (بالإنجليزية: Conor Allen)‏ هو لاعب هوكي الجليد أمريكي، ولد في 31 يناير 1990 في شيكاغو في الولايات المتحدة.

## وصلات خارجية
- كونور ألين على موقع دوري الهوكي الوطني (الإنجليزية)
- كونور ألين على موقع EliteProspects.com (الإنجليزية)
- كونور ألين على موقع HockeyDB.com (الإنجليزية)
- كونور ألين على موقع Hockey-Reference.com (الإنجليزية)